# Parmastomyces kravtzevianus
Parmastomyces kravtzevianus är en svampart som först beskrevs av Bondartsev & Parmasto, och fick sitt nu gällande namn av Kotl. & Pouzar 1964. Parmastomyces kravtzevianus ingår i släktet Parmastomyces och familjen Fomitopsidaceae.   Inga underarter finns listade i Catalogue of Life.